# Walter Cinciripini
Walter Cinciripini (Ascoli, 1952. március 11. –) olasz nemzetközi labdarúgó-játékvezető.

## Pályafutása

### Nemzeti játékvezetés
1990-ben lett az I. Liga játékvezetője. Az aktív nemzeti játékvezetéstől 2006-ban vonult vissza.

### Nemzetközi játékvezetés
Az Olasz labdarúgó-szövetség Játékvezető Bizottsága (JB) terjesztette fel nemzetközi játékvezetőnek, a Nemzetközi Labdarúgó-szövetség (FIFA) 1993-tól tartotta nyilván bírói keretében. Több nemzetek közötti válogatott és klubmérkőzést vezetett. Az olasz nemzetközi játékvezetők rangsorában, a világbajnokság-Európa-bajnokság sorrendjében többedmagával a 47. helyet foglalja el 1 találkozó szolgálatával. Az aktív nemzetközi játékvezetéstől 1996-ban a FIFA 45 éves korhatárát elérve búcsúzott. Válogatott mérkőzéseinek száma: 4.

#### Világbajnokság
A világbajnoki döntőhöz vezető úton Amerikai Egyesült Államokba a XV., az 1994-es labdarúgó-világbajnokságra a FIFA JB bíróként alkalmazta.

##### Selejtező mérkőzés
| Időpont         | Helyszín                    | Mérkőzés típusa           | Mérkőzés         | Eredmény | Nézők száma |
| --------------- | --------------------------- | ------------------------- | ---------------- | -------- | ----------- |
| 1993. május 26. | Qemal Stafa Stadion, Tirana | előselejtező (3. csoport) | Albánia–Írország | 1 – 2    | 7000        |

## Magyar vonatkozás
| Időpont           | Helyszín           | Mérkőzés típusa              | Mérkőzés              | Eredmény | Nézők száma |
| ----------------- | ------------------ | ---------------------------- | --------------------- | -------- | ----------- |
| 1994. március 23. | Gugl Stadion, Linz | felkészülési (682. mérkőzés) | Ausztria–Magyarország | 1 – 1    | 15 000      |